# Kościół św. Mikołaja w Wysocicach

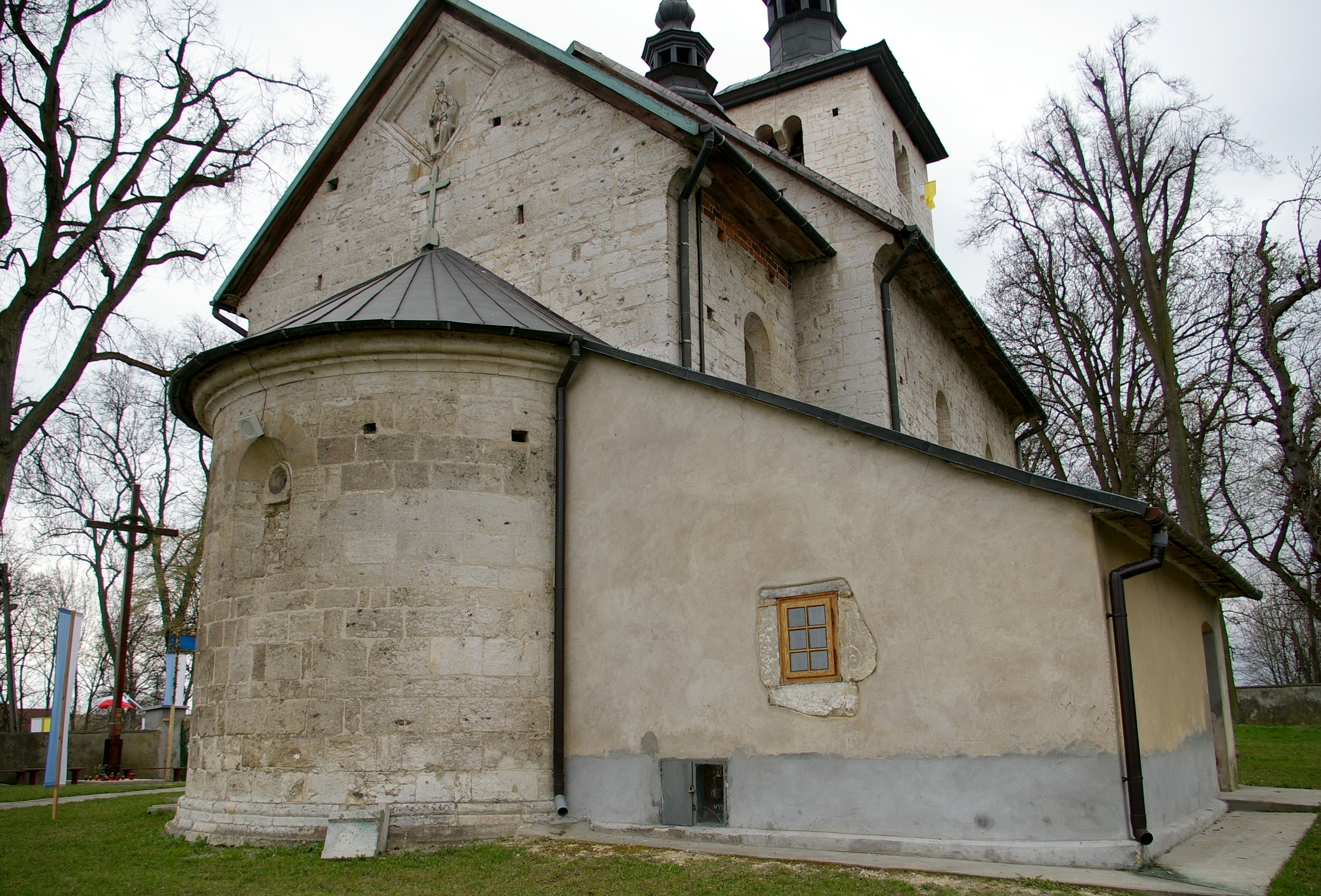
Kościół św. Mikołaja

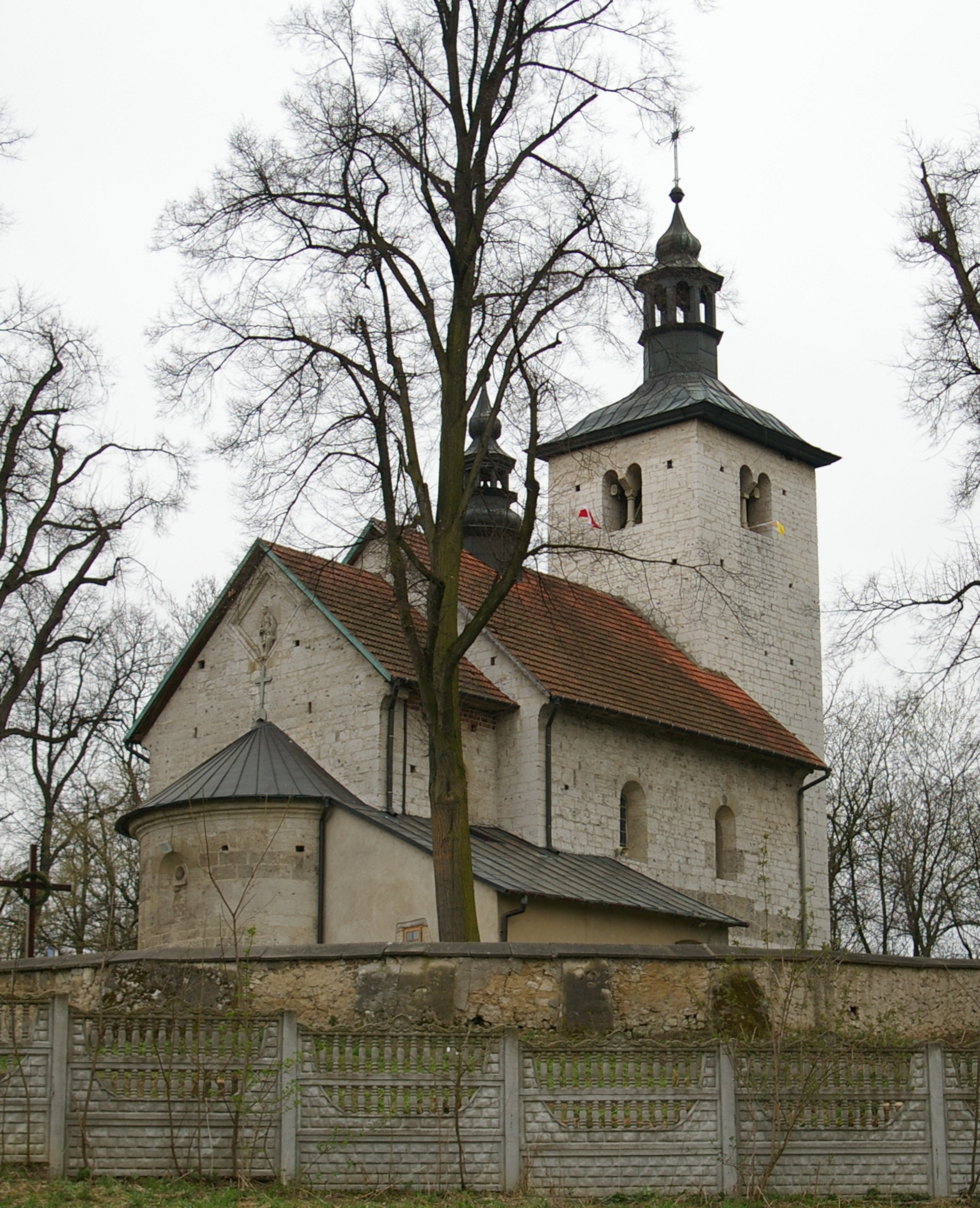
Kościół św. Mikołaja

Kościół św. Mikołaja w Wysocicach – jeden z najlepiej zachowanych przykładów architektury romańskiej na ziemiach polskich. Wybudowano go w 1. ćw. XIII wieku.

## Położenie
Wysocice położone są w województwie małopolskim, 30 km na północ od Krakowa, nad środkową Dłubnią, na wysokości 300 m n.p.m. Pierwsze wiadomości o wsi pochodzą z 1257 r. Od 1335 r. mieściła się tu siedziba dekanatu kościelnego. Kościół w Wysocicach – wsi, która stanowiła jedną z rodowych siedzib Odrowążów. Sytuowany jest na wschodnim krańcu podłużnego wzniesienia, ciągnącego się od zachodu na wschód. Zbocza wzgórza opadają tu stromo, pozostawiając wokół kościoła ciasny pierścień płaskiego terenu.

## Konstrukcja
Kościół św. Mikołaja od stuleci góruje nad Wysocicami. Usytuowany jest na niewielkim wzniesieniu, stromo opadającym w dół, otoczony murem oraz kilkoma starymi lipami. Jego bryłę cechuje surowość, wynikająca z proporcji budowli, prostota, jak i powaga kształtów. Oszczędzony przez czas i historię, zachował się do naszych czasów niemal w niezmienionej formie.

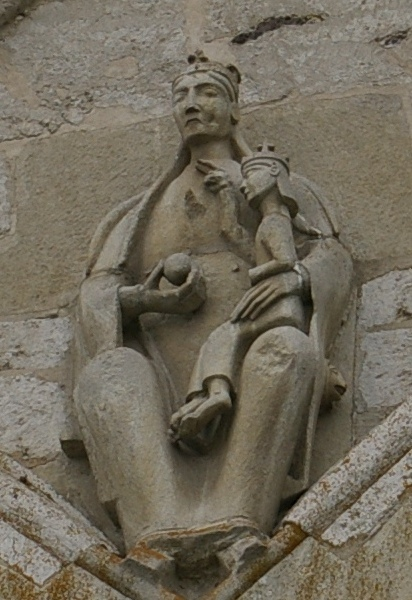
Madonna z Wysocic

Pod względem układu kościół ten nawiązuje do szeroko rozpowszechnionej grupy jednonawowych świątyń wiejskich, reprezentujących schemat tzw. „pełny”, obejmujący nawę zbliżoną do kwadratu, węższe i krótkie prezbiterium zamknięte półkolistą apsydą oraz wieżę od zachodu. Stan obecny świątyni niewiele odbiega od pierwotnego, obniżono jedynie nieco kalenice, a górne warstwy ciosów wapiennych uzupełniono cegłą, poszerzono także niektóre otwory okienne w nawie i prezbiterium od strony południowej oraz przemurowano sklepienia absydy. W 1779 r. zbudowano strop, w tym samym wieku dobudowano zakrystię. Doszła też kruchta, a na romańskim ostrosłupowym hełmie postawiono barokową latarnię, podobna góruje nad kalenicą nawy. Gładkie powierzchnie kamiennych ścian pokryte są precyzyjną siatką spoin i wzbogacone monumentalnymi akcentami plastycznymi.
W przyziemiu stosunkowo potężnej wieży mieści się sklepiona krzyżowo cela, niedostępna od zewnątrz (pierwotnie była otwarta do wnętrza nawy), ponad nią natomiast – na piętrze empora, również w pomieszczeniu sklepionym, dostępnym schodami w grubości muru. Empora ta posiada we wschodniej, wybrzuszonej ścianie płytką apsydę, przesklepioną półkoliście, przeprutą okienkami otwartymi do wnętrza kościoła. Empory w kościołach niewielkich mogły być pomocne podczas sprawowania liturgii, np. w okresie świąt Wielkanocy; mogły też stanowić miejsce zarezerwowane dla możnego obecnego w kościele podczas nabożeństwa. Ale niekiedy – np. w datowanym na lata 1170–1220 kościele w Wysocicach – kształtowano je omal na pewno w celu zapewnienia możnemu schronienia podczas zamieszek czy napadów. Wysocicka empora oglądana od strony nawy czyni wrażenie jakby bunkra wystającego ze ściany wieży na wysokości około 3 m nad posadzką.

## Wystrój architektoniczny
Kościół wysocicki zachował się w całości nie tylko we wszystkich swych pierwotnych częściach składowych, ale również z pełnym i stosunkowo bogatym wystrojem architektonicznym. Zalicza się tu portal z płaskorzeźbionym tympanonem, ślepe okienka dwudzielne (biforia) w najwyższej kondygnacji wieży z zachowanymi kolumienkami i kapitelami oraz monumentalna statua Najświętszej Panny Marii na tronie na szczycie wschodnim.
Tympanon portalu kościoła w Wysocicach jest jednym z najbogatszych dzieł rzeźby romańskiej w Polsce. Pośrodku umieszczono wyobrażenie siedzącego na tronie Chrystusa-Zwycięzcy, który depcze dwie bestie. Chrystus błogosławi prawą ręką, a w lewej trzyma symbol zmartwychwstania – krzyż z chorągiewką. Z jednej strony wyobrażone zostało Boże Narodzenie, a z drugiej klęczy biskup z kielichem oraz zakonnik z uniesionymi ku górze dłońmi. Prawdopodobnie tympanon przeznaczony był pierwotnie do pobliskiego klasztoru norbertanek w Imbramowicach, skąd w niewiadomych okolicznościach przeniesiony został do Wysocic. Tympanon ten powstał zapewne w drugim lub trzecim dziesięcioleciu XIII w.

## Portal południowy

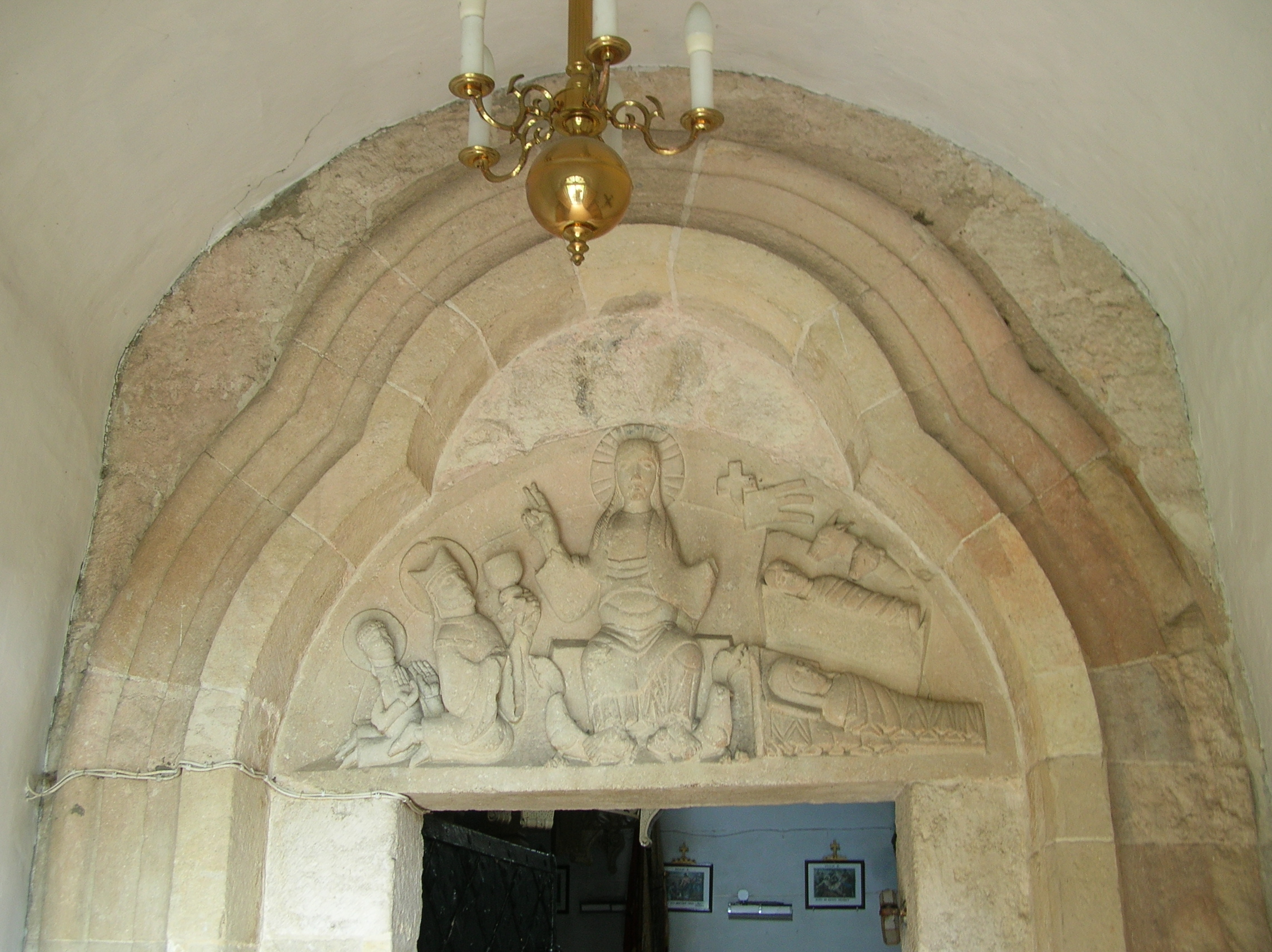
Tympanon z Wysocic

Portal z kościoła św. Mikołaja w Wysocicach pochodzi z pocz. XIII i zamknięty jest trójliściem z płaskorzeźbionym tympanonem, na którym wyobrażony został Chrystus na tronie z dwoma świętymi i sceną Narodzenia.
W tympanonie znajduje się wielofigurowa płaskorzeźba (pierwotnie polichromowana) ze zmartwychwstałym Chrystusem triumfującym w centrum z wyciągniętą dłonią, depczącym potwory o rybich ogonach.
Po prawej stronie widnieje scena narodzin Jezusa. Matka Boska przedstawiona jest na leżąco, co właściwe jest przedstawieniom wczesnośredniowiecznym. Półsiedzącą Madonnę w scenach narodzenia zaczęto przedstawiać dużo później. Nad żłóbkiem Jezusa nachylają się łby wołu i osła, co ma symbolizować stajenkę.
Po lewej składają hołd dwaj święci. Pierwszym jest św. Norbert w szatach biskupich. Drugiego, przez brak atrybutów, nie sposób zidentyfikować. Jest to jednak na pewno święty, nie fundator, jako że jego głowę otacza nimb.
Analogie do tego portalu można znaleźć na północnym tympanonie z kościoła św. Trójcy i NMP w Strzelnie.

## Ołtarz i obraz

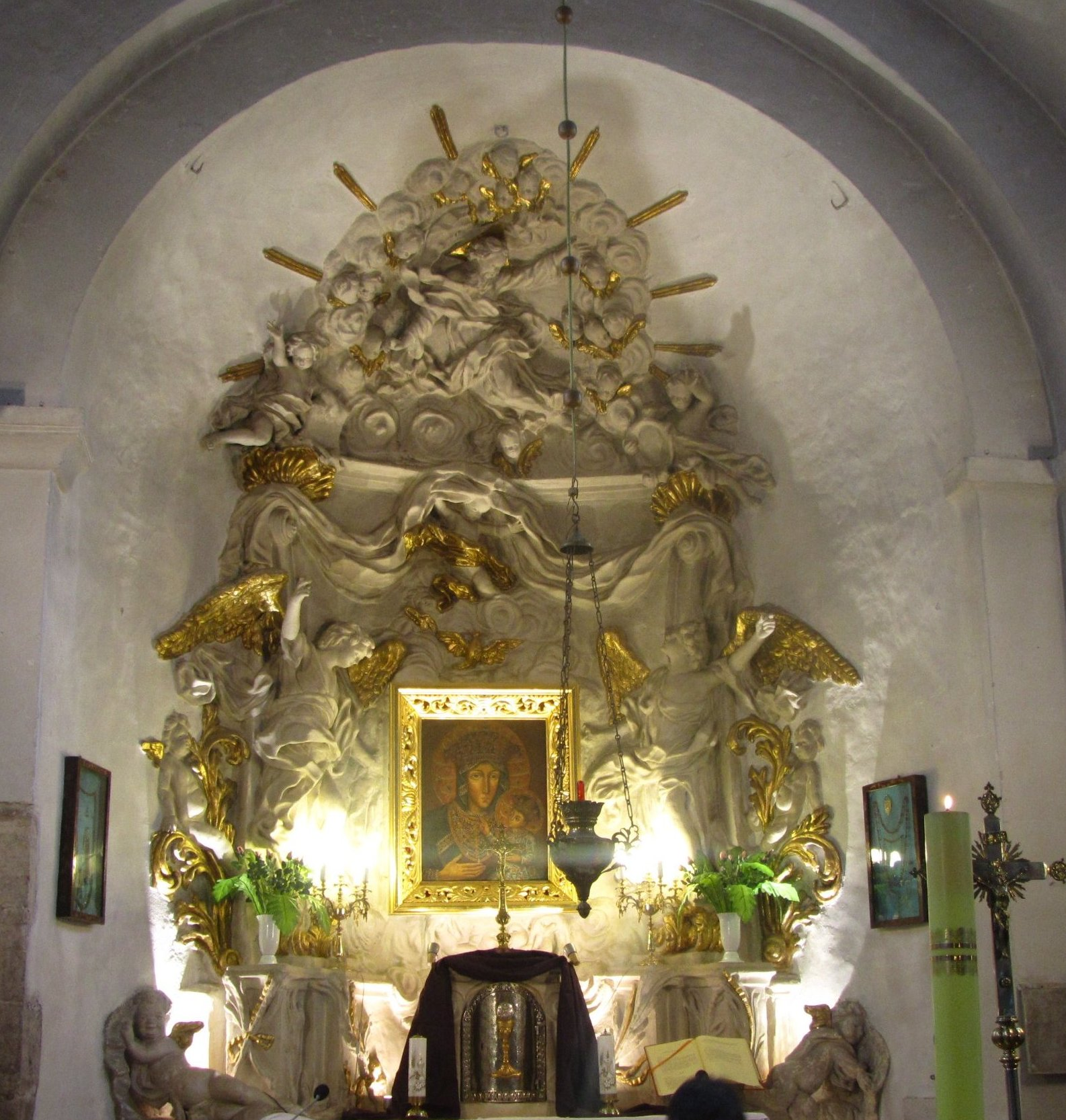
Ołtarz w kościele wysocickim z obrazem N.M.Panny

Łaskami słynący obraz Matki Bożej Wysocickiej malowany jest farbą olejną na płótnie na podobieństwo obrazu Madonny Częstochowskiej. Jest datowany na I połowę XVII wieku. Oprawny w złoconą – drewnianą ramę, której wewnętrzne wymiary wynoszą: 68 cm szerokości i 86 cm wysokości. Prawdopodobne jest, że został umieszczony w centralnej części zachowanego do dziś wczesnobarokowego ołtarza stiukowego. Na początku XVIII wieku obraz przeniesiono do nowego ołtarza, zbudowanego z drzewa modrzewiowego w stylu późnego baroku, który ustawiono tuż przed ołtarzem stiukowym – w prezbiterium.
W latach 1956–1957 usunięto z kościoła ołtarz drewniany. Odrestaurowano natomiast ołtarz stiukowy i ponownie umieszczono w nim obraz, z którego zdjęto metalową sukienkę (sukienka w pierwszej połowie XVIII w. była najprawdopodobniej srebrna).
Źródła historyczne nie wspominają natomiast nic o koronacji obrazu, a więc płaskorzeźbione korony stanowiły po prostu obok sukienek – ozdobę obrazu. Podczas przeprowadzonej w latach 1960–1964 konserwacji stwierdzono, że pierwotny wizerunek N.M. Panny został przemalowany – twarz Maryi nabrała wyrazu charakterystycznego dla malarstwa późnobarokowego. Prawdopodobnie stało się to podczas przenosin obrazu do nowego drewnianego ołtarza. Po usunięciu warstwy przemalowania, odkryło się oblicze N.M. Panny bardzo podobne do obrazu z Częstochowy.
Kult Wysocickiej Maryi rozpoczął się prawdopodobnie już w pierwszej połowie XIII wieku. Związany był zapewne z pochodzącą z tego okresu rzeźbą „Madonny z Wysocic”. Pomimo braku źródeł pisanych, potwierdzających ten fakt można przypuszczać, że kult ten rozwijał się i trwał w następnych stuleciach – przynajmniej lokalnie.
W I połowie XVIII wieku kult N. M. Panny z Wysocic wszedł w fazę rozkwitu. Do sanktuarium zaczęły napływać liczne wota i dary. Sytuacja ta miała miejsce aż do III rozbioru Polski. Ponadto 28 września 1727 r. założono w parafii Arcybractwo Różańca Świętego Najświętszego Imienia Jezus i Najświętszej Maryi Panny oraz za zgodą stolicy apostolskiej ustanowiono odpust uprzywilejowany, odprawiany corocznie 1 października, czyli w święto Matki Boskiej Różańcowej. Z dostępnych źródeł pisanych oraz z zachowanej tradycji można stwierdzić, że kult Najśw. Maryi Panny z Wysocic znacznie wykraczał swym zasięgiem poza granice parafii i utrzymuje się do dziś.
Prof. Tadeusz Dobrowolski postawił tezę, która przypisuje fundację kościoła Iwonowi Odrowążowi. Założenie to zostało podtrzymane, z naciskiem jednak na umiejscowienie faktu powstania kościoła na okres przed powołaniem Odrowąża na tron biskupi. Pogląd ten pozwoliłby na większe powiązanie układu kościoła z tradycjami fundacji rycerskich.

## Wyposażenie wnętrza
Ambona

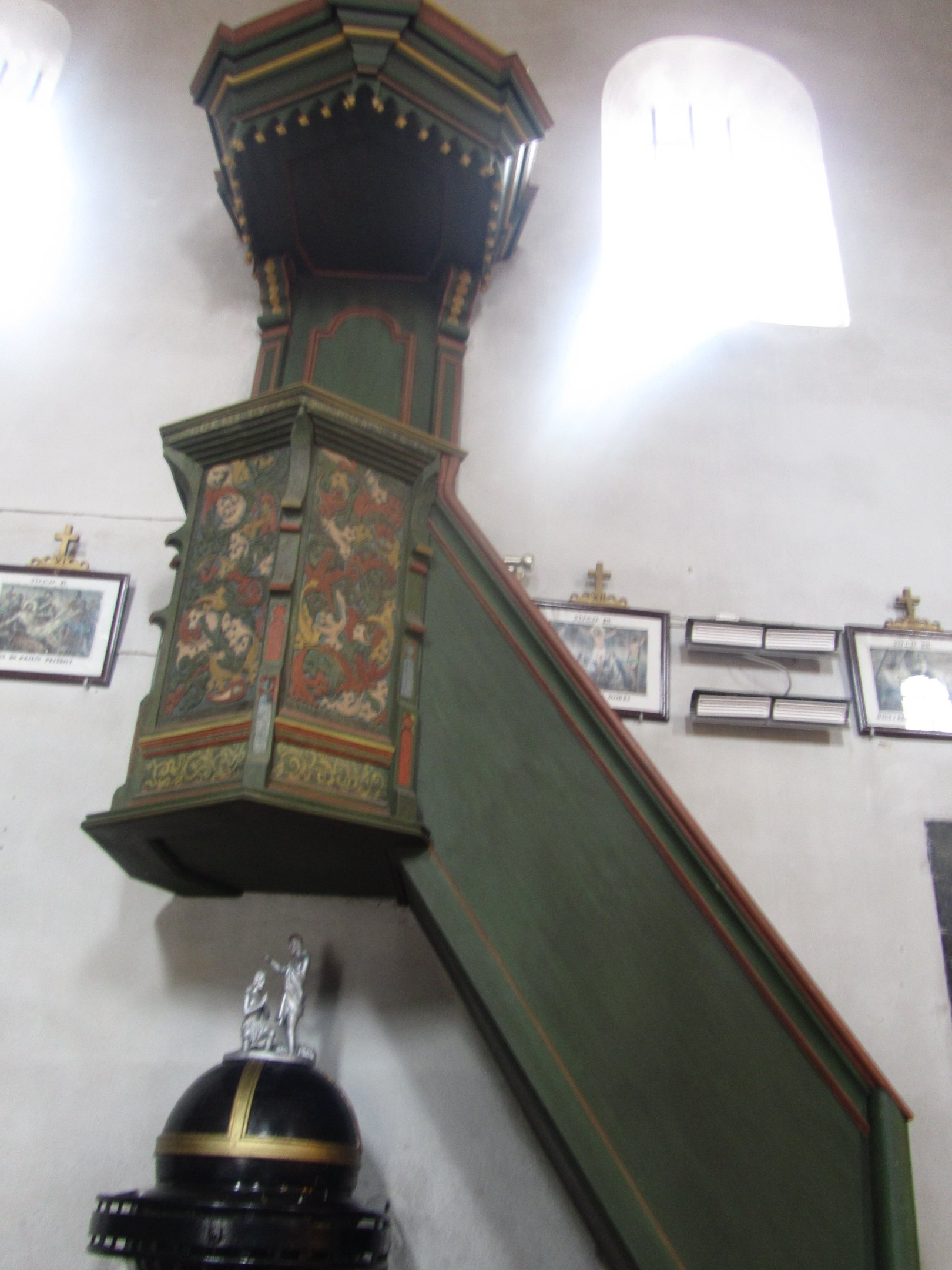
Ambona i chrzcielnica

Korpus ambony zbudowany został w stylu gotyckim ok. 1500 r. Charakterystyczną płaskorzeźba gotycka – motyw roślinny i ostrołukowe kolumienki (ryzality). Między rokiem 1790 a 1842 ambona znajdowała się w prezbiterium z lewej strony – obok ołtarza św. Stanisława. Była ustawiona na trzech żelaznych prętach i miała drewniane schody złożone z 8 stopni (co najmniej na wysokości 2 m nad posadzką). Pomalowana na niebiesko. W 1860 ambona została odnowiona, i pomalowana w kolorze orzechowym. Wzmiankowany też jest baldachim w formie korony z gzymsami złoconymi.
Chrzcielnica
Marmurowa z 2 poł. XVII w. w kształcie wazy. Pierwotna zapewne romańska (kamienna lub spiżowa) usunięta została po 1563 r. przez protestantów. Pierwotne nakrycie było zapewne także marmurowe w kształcie kulistym, ale uległa zniszczeniu i została zastąpiona czaszą drewnianą, wzmiankowaną w 1783 r. Figurka na pokrywie, przedstawiająca chrzest Pana Jezusa, została nabyta w 1885 r. Feliks Heusoldt ze Ściborzyc założył nową pokrywę drewnianą i ochronną.

## Formy
Układy przestrzenne empor występujących w obiektach architektury sakralnej na terenie Polski, Czech i Węgier, przedstawić można w formie usystematyzowanych ideogramów. Wysocicką świątynię zaliczyć można do grupy „kościołów z czworoboczną wieżą przed fasadą (bazyliki, jednonawowe i rotundy), mające emporę w piętrze wieży lub w zachodniej części nawy, a także emporę wieżowo-nawową.
Mimo znacznej różnorodności formalnej sklasyfikowanych układów empor, można z łatwością dostrzec, że wszystkie one zbudowane są z pięciu zaledwie rodzajów części elementarnych. Dwa niżej wymienione typy „cząstek elementarnych” są najczęstszymi składowymi empor:
- Kwadratowe przęsło trybuny w nawie, zwykle podsklepione krzyżowo, rzadziej wspierające się na belkowym stropie lub półkolebce. Przęsło takie, zwielokrotnione dwa, trzy, a nawet sześć razy, dało w rezultacie ogromną większość empor w nawach założeń jednoprzestrzennych podłużnych i centralnych, stało się także częścią składową niektórych empor w bazylikach.
- Powierzchnia piętra wieży, zwykle na rzucie kwadratu, otwartego arkadą lub arkadami do wnętrza kościoła i zazwyczaj podsklepionego. Takie piętro wieży występuje bądź samodzielnie, zarówno w bazylikach, jak i układach jednoprzestrzennych, tworząc emporę, bądź pojawia się w połączeniu z innymi „cząstkami elementarnymi”, głównie z kwadratowymi przęsłami trybuny w nawie[potrzebny przypis].

Pozostałe typy występują znacznie rzadziej.
W Polsce układ właściwy dla wysocickiej świątyni występuje raz jeden być może u schyłku wieku XI. Później pojawia się w roku 1200 w paru przykładach, charakteryzujących się daleko posuniętym wydzieleniem przestrzennym w stosunku do nawy. Po 1241 r. omawiany układ występuje również w Siedmiogrodzie, a zwłaszcza na Spiszu, głównie we wsiach kolonistów niemieckich.

## Dzwony
Na samym początku I wojny światowej w 1914 r. na wieży kościoła był zestaw trzech dzwonów:
- dzwon duży „Jan” – datowany na 1530 r. Odlany zapewne przez ludwisarza z Norymbergi, Hansa Behema, którego dziełem jest też wawelski „Zygmunt” (1520). Fundatorem był zapewne ks. Aleksy z Krakowa, proboszcz wysocicki.
- dzwon średni: „Paweł” – gotycki (XIV–XV w.) nie datowany.
- dzwon najmniejszy, barokowy „Kacper” – z 1759 r. Odlany w Krakowie w wytwórni Jana Weidnera. Miał dwa razy mniejszą średnicę niż „Jan”.

W 1916 r. wojskowe władze austriackie przysłały do Wysocic oddział (6 żołnierzy), by zarekwirować dzwony. Wobec protestu parafian Austriacy zabrali tylko najmniejszy dzwon.
Nad pozostałymi dwoma dzwonami „Janem” i „Pawłem” po raz drugi zawisło niebezpieczeństwo latem 1941 r., gdy niemieckie władze okupacyjne chciały je zarekwirować na złom. Ówczesny proboszcz, ks. Jan Cieślak i parafianie rozpoczęli starania o ocalenie dzwonów. Szczególnie duże zasługi miał w tym p. Janowski, wysiedlony z Poznania, któremu dzięki doskonałej znajomości języka niemieckiego udało się dotrzeć do właściwych ludzi w powiecie (miał ich podobno przekonać, że dzwony te odlewali Niemcy…). Jego starania zostały wsparte w naturze „darami” zebranymi przez ludność parafii w postaci masła, miodu i gęsi. W ich wyniku władze Generalnego Gubernatorstwa we wrześniu 1941 r. odstąpiły od zamiaru przeprowadzenia rekwizycji obydwu tych dzwonów. Na miejscu „Kacpra” został ufundowany przez parafian w 1964 r. nowy dzwon „Józef” – na pamiątkę II Soboru Watykańskiego i przypadającego w 1966 r. Millenium Chrztu Polski.
Oprócz tych głównych dzwonów w kościele w Wysocicach znajdują się jeszcze:
- Sygnaturka „Katarzyna” w wieżyczce wzmiankowana w 1727 r.
- Dzwonek rozpoczynający Mszę Św. między zakrystią a głównym ołtarzem, założony w 1727 r.

## Cmentarz

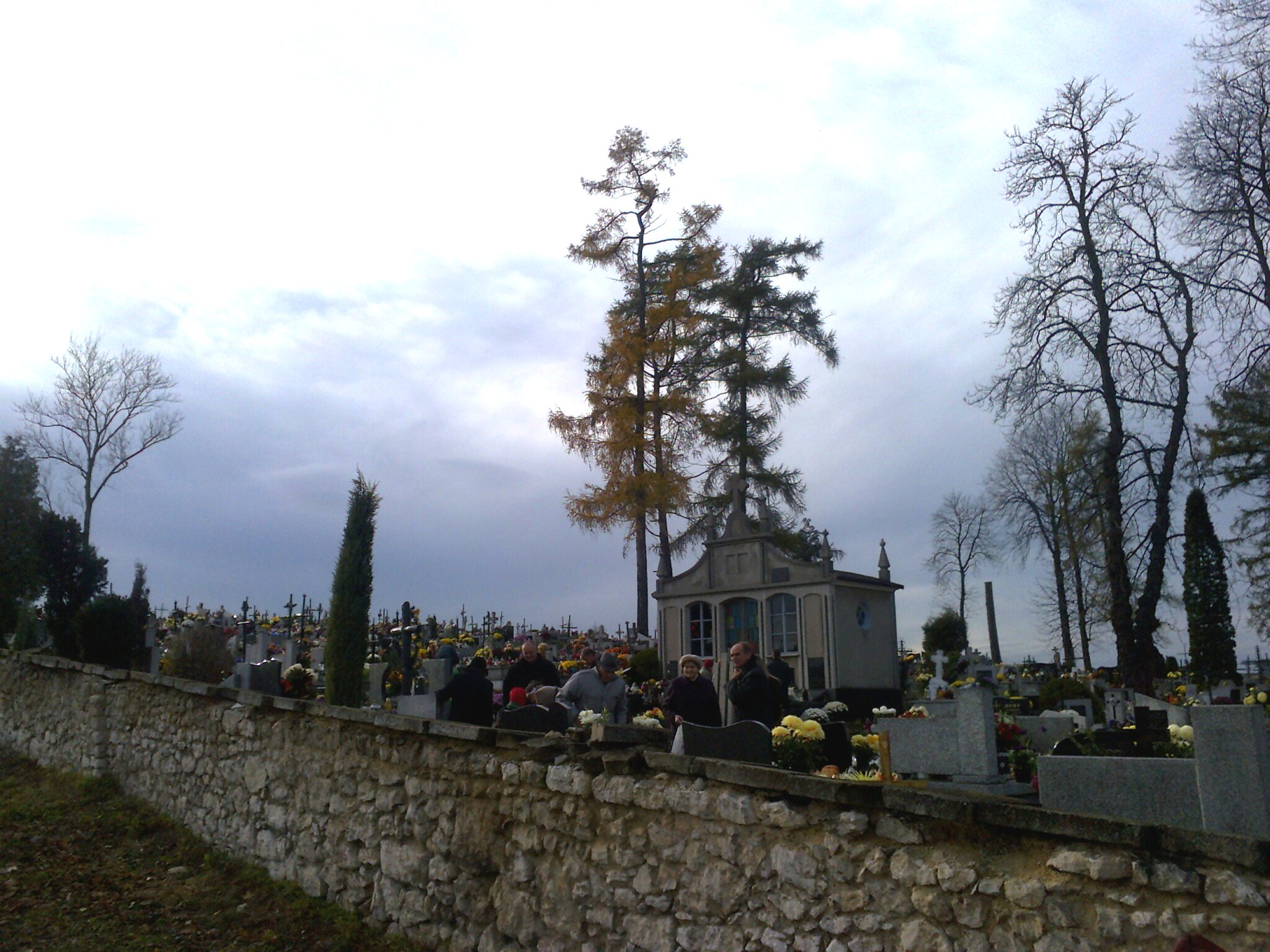
Cmentarz parafialny, w środku kaplica cmentarna

Cmentarz przykościelny w Wysocicach został założony zapewne zaraz po poświęceniu kościoła, co mogło się odbyć około 1210 r. Pierwotny jego obszar o kształcie owalnym nie zmienił się do dziś i mieścił się w granicach aktualnego muru.
Najdawniejsze zapiski o cmentarzu przykościelnym, jakie się dochowały w archiwum parafialnym pochodzą z początku XVIII w. Z okazji wizyty biskupa krakowskiego Kunickiego w 1727 r. zalecono budowę nowej kostnicy, naprawienie furtki ogrodzenia cmentarza. Lecz dopiero w 1873 r. zaczęto budować na cmentarzu nową drewnianą kostnicę.
W archiwum parafialnym dochowała się księga metrykalna chrztów, ślubów i zgonów, założona w 1776 r. jej trzecia część, księga zgonów – Liber mortuorum – zawiera zapisy, w języku łacińskim, osób zmarłych w parafii wysocickiej w czasie od 1 sierpnia 1776 r. do 28 października 1800 r. W metrykach tych odnotowano: imię i nazwisko zmarłego, jego wiek, miejsce zamieszkania (wieś) i miejsce pogrzebania na cmentarzu kościelnym w formie krótkiej notatki: „od wschodu”, „od południa”, „od zachodu”, „od północy”.
Z zestawienia miejsc pochówków wynika że:
- na południe i zachód od kościoła grzebano przeważnie zmarłych z Gołyszyna i z Wysocic
- na północ – zmarłych ze Ściborzyc
- na wschód – zmarłych z Żarnowicy[potrzebny przypis]

W 1801 r. za zezwoleniem ks. bpa Józefa Olechowskiego, sufragana krakowskiego, ówczesny proboszcz wysocicki, ks. Wojciech Mastelski dokonał w dniu 26 listopada 1801 r. uroczystego pogrzebania kości wyjętych z kostnicy i kości wydobytych z krypty kościelnej. Wszystkie te kości zostały złożone we wspólnym grobie wykopanym na cmentarzu przykościelnym obok furtki prowadzącej do plebanii. W tym miejscu na filarze muru cmentarnego znajdowała się płyta z napisem upamiętniającym ten pogrzeb, która się nie zachowała. Na cmentarzu przykościelnym chowano zmarłych parafian aż do 1823 r., kiedy to założono cmentarz grzebalny w polu przy drodze polnej z Wysocic do Ściborzyc.
W 1860 r. cmentarz przykościelny ogrodzony murem kamiennym na wapno, w którym to murze były trzy wejścia: główne od południa, drugie od wschodu – dojście do plebanii i trzecie – od zachodu prowadzące do dworu (obecnie zamurowane po 1932 r.). Wszystkie miały drzwi z okuciami żelaznymi, były zamykane i pomalowane na czerwono. W 1917 r. stary mur cmentarza został rozebrany i wymurowano nowy, który też pokryto płytami kamiennymi. Z 1917 r. pochodzą też bramy żelazne w tym murze oraz nowa kostnica, która nigdy właściwej funkcji nie pełniła, a była tylko używana jako składzik przykościelny. W latach 1962–1964 powierzchnię cmentarza nieco zniwelowano.

## Literatura
- Tomaszewski A., Romańskie kościoły z emporami zachodnimi na obszarze Polski, Czech i Węgier, Wydawnictwo Ossolineum, Kraków 1974.
- Chrzanowski T., Kornecki M., Sztuka Ziemi Krakowskiej, Wydawnictwo Literackie, Kraków 1982.
- Jura Krakowsko-Częstochowska. Przewodnik, Agencja „TD”, Białystok 2000.
- Chrzanowski Tad., Sztuka w Polsce Piastów i Jagiellonów, Wydawnictwo Naukowe PWN, Warszawa 1993.
- Płatek, Aleksander, Opowieści o dziejach kościoła i parafii Wysocickiej / Aleksander Płatek ; oprac. Ryszard Płatek.